# 爪哇 (南达科他州)
爪哇（英語：Java），是美国南达科他州下属的一座城市。根据2010年美国人口普查，该市有人口133人。论人口在本州排行第211。